# Беляев, Владимир Георгиевич (дипломат)
Влади́мир Гео́ргиевич Беля́ев (5 августа 1925 — 12 февраля 2016) — советский дипломат. Чрезвычайный и полномочный посол.

## Биография
После окончания десятилетки в 1942 году, работал кузнецом в райпромкомбинате. В июне 1943 года окончил Моршанское минометно-пулеметное училище. Участник Великой Отечественной войны. Трижды ранен, контужен. В августе 1944 года демобилизован по инвалидности.
Окончил историко-филологический факультет Воронежского государственного университета (1950) и Высшую дипломатическую школу МИД СССР (1955). На дипломатической работе с 1955 года.
- В 1955—1959 годах — третий секретарь Посольства СССР в Пакистане.
- В 1961—1963 годах — заведующий отделом в Управлении кадров МИД СССР.
- В 1963—1968 годах — первый секретарь Посольства СССР в Австралии.
- В 1968—1971 годах — заведующий отделом в Управлении кадров МИД СССР.
- В 1971—1975 годах — советник Посольства СССР в Республике Кипр.
- В 1975—1977 годах — эксперт Отдела информации МИД СССР.
- В 1977—1979 годах — заведующий отделом в Управлении кадров МИД СССР.
- В 1979—1984 годах — советник-посланник Посольства СССР в Пакистане.
- С 3 октября 1984 по 14 октября 1988 года — чрезвычайный и полномочный посол СССР в Бангладеш[1].

С 2000 года являлся вице-президентом Общества дружбы и сотрудничества «Россия-Бангладеш». Член ветеранских организаций МИД России и 84-й гвардейской Карачевской стрелковой дивизии, член Совета ветеранов войны и труда муниципального района Дорогомилово города Москвы.

## Награды
- Орден Отечественной войны I степени.
- Орден Красной Звезды.
- Орден Дружбы народов.
- Орден «Знак Почёта».
- Медаль «За трудовую доблесть».